# هویتزر گوستاو
توپ ۴۷ متری (در کل ۴۷/۳) گوستاو بزرگترین توپی است که تا کنون ساخته‌شده‌است
این توپ ۱۳۵۰ تنی قادر بوده گلوله‌ای ۷ تنی را به مقدار ۳۸ کیلومتر پرتاب کند. لولهٔ این توپ ۴۰۰ تن وزن داشته‌است. از این توپ تنها یک بار علیه سواستوپول استفاده شده؛ سواستوپول مستحکم‌ترین دژ جهان در آن زمان بود. برای استفاده از این توپ باید یک ریل ۴ خطه ساخته می‌شد برای اینکه توپ بتواند در جهت‌های مختلف شلیک کند قسمتی از ریل بایستی به صورت منحنی ساخته می‌شد برای چرخاندن گوستاو روی این منحنی از دو لوکوموتیو ۶۹۱ کیلو واتی استفاده می‌شد

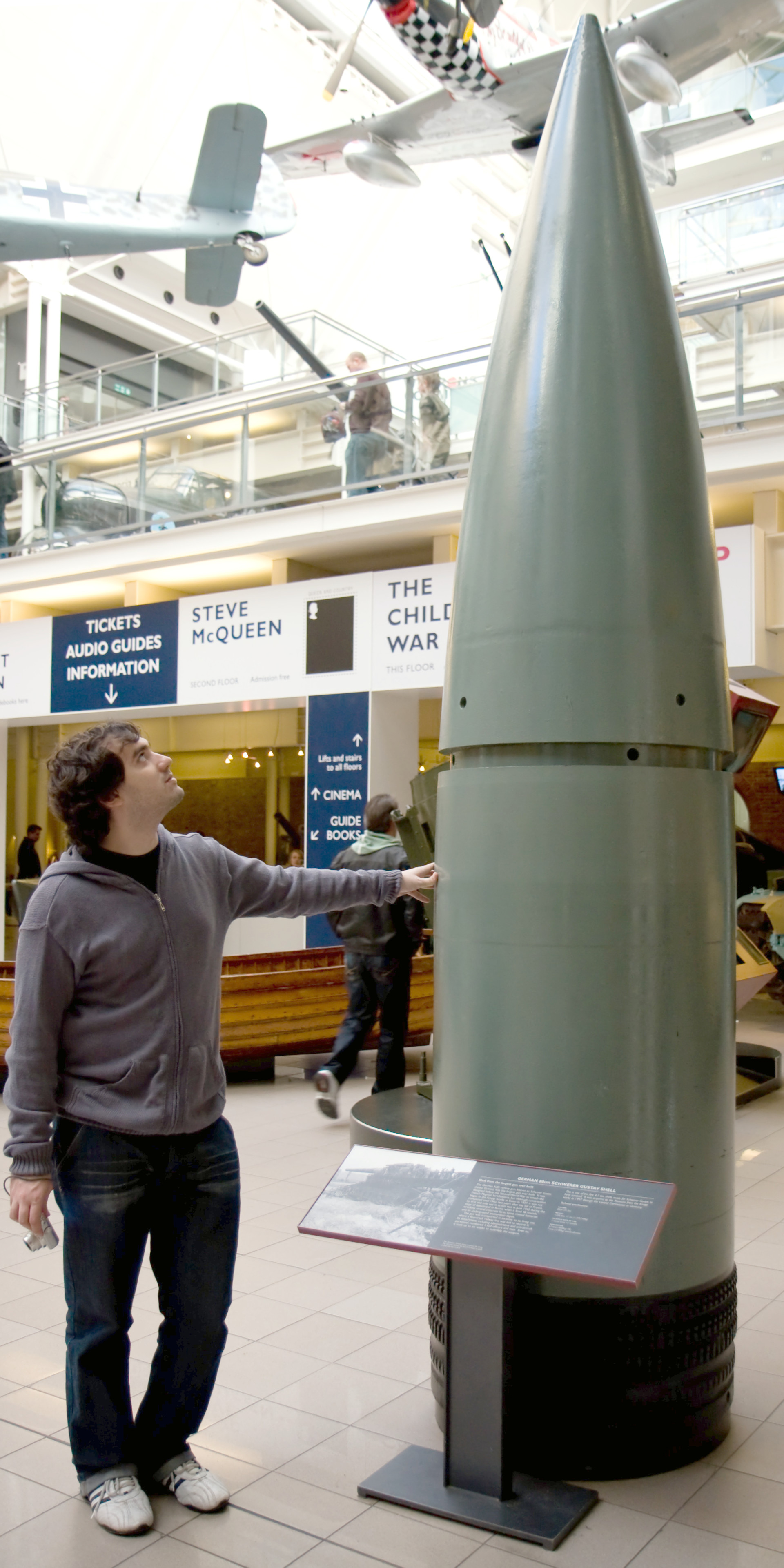
گلوله این توپ

## مشخصات
- نوع سلاح: توپ ریلی
- سازنده: سفارش شده در تاریخ ۱۹۳۴ به شرکت کروپ در اسن آلمان

ولی تا مارس ۱۹۳۶ هیچ کار عملی برای ساخت این توپ انجام نشد. سر انجام در اوایل سال ۱۹۳۷ طرح نهایی تصویب و شروع مراحل ساخت این توپ بزرگ کلید خورد
- کالیبر: ۸۰سانتیمتر
- وزن: ۱۳۵۰ تن
- طول: ۴۷٫۳ متر
- عرض: ۷٫۱متر
- ارتفاع: ۱۱٫۶ متر
- مهمات: گلولهٔ آتش‌زا/گلولهٔ ضد استحکامات
- وزن مهمات: گلولهٔ آتش زا: ۴٫۸ تن
- گلولهٔ ضد استحکامات: ۷٫۱تن
- برد: گلولهٔ آتش زا: ۴۸ کیلومتر
- گلولهٔ ضد استحکامات: ۳۸ کیلومتر
- سرعت گلوله: گلولهٔ آتش زا: ۸۲۰ متر بر ثانیه
- گلولهٔ ضد استحکامات: ۷۲۰ متر بر ثانیه